# Raffles International
Raffles International ist eine internationale Hotelkette, die ursprünglich aus Singapur stammt (gegr. 1989), mittlerweile aber über die Raffles Holding mehrheitlich der kalifornischen Colony Capital LLC gehört. Zur Kette gehören 41 Hotels und Resorts der Marken Raffles, Fairmont und Swissôtel in 35 Ländern, darunter auch das Raffles Hotel in Singapur, das bekannteste Hotel der Kette.
Raffles Hotels International ist die Mutter der Marken Raffles Hotel und Swissôtel.
2006 begann Colony Capital ein joint venture mit der saudischen Kingdom Holding; gemeinsam erwarben sie die Fairmont Hotels and Resorts. So entstand die Holding FRHI Hotels & Resorts, die Raffles, Fairmont und Swissôtel managt. Am 12. Juli 2016 wurde die Übernahme der FRHI durch Accor bekannt geben.